# Parque Croacia
El Parque Croacia es un parque urbano de Antofagasta, Chile. 

## Descripción
Abarca alrededor de 500 metros de longitud. Situado en Avenida República de Croacia; pocos metros al sur del Balneario Municipal. Aquí se realizan importantes actividades culturales y recreativas, siendo uno de los principales puntos referenciales de la ciudad. El Parque Croacia es una de las áreas verdes más extensas y concurridas de la costanera de Antofagasta.